# Vierunddreißig
Die Vierunddreißig (34) ist die natürliche Zahl zwischen Dreiunddreißig und Fünfunddreißig. Sie ist gerade.

## Mathematik
- Vierunddreißig ist die zwischen Einundzwanzig und Fünfundfünfzig liegende Zahl der Fibonacci-Folge.
- Vierunddreißig ist die kleinste Zahl, die die gleiche Teileranzahl wie ihr Vorgänger und ihr Nachfolger hat.
- 34 ist die magische Zahl eines symmetrischen magischen Quadrates mit der Kantenlänge 4 (Dürers Magisches Quadrat).[1]
- Sie ist eine Markoff-Zahl.
- Sie ist eine Pell-Lucas-Zahl 2. Art, also eine Zahl der Companion-Pell-Folge.
- Sie ist eine Siebeneckzahl, also eine Polygonalzahl, da es ein regelmäßiges Siebeneck gibt, das sich mit 34 Steinen legen lässt.[2]

## Physik
- 34 ist eine der magischen Zahlen von Atomkernen, wie 2013 entdeckt wurde.

## Internet
- Als Internetphänomen taucht die 34 unter dem Begriff Rule 34 auf.